# Erik August Skogsbergh
Erik August Skogsbergh, född 30 juni 1850 vid Älgå socken, död 31 oktober 1939 i Minneapolis i USA, var en svensk-amerikansk väckelsepredikant och sångtextförfattare. Han finns representerad i Frälsningsarméns sångbok 1990 (FA). Han gav under en tid ut tidningen Minneapolis Veckoblad.
Erik August Skogsbergh var son till bruksarbetaren, senare fabrikören Per Skogsbergh. Han genomgick folkskola, fick därefter privatundervisning av kyrkoherden i Älgå socken och gick därefter några år i Arvika elementarläroverk. Från fjorton till arton års ålder var han kontorist och handelsresande för sin fars spikfabrik i Skyberg, Älgå socken. 1869 upplevde han en religiös kris och vistades en termin vid missionsskolan i Kristinehamn. Efter en tid som predikant undervisades han 1872–1873 vid Ahlsborgs missionsskola nära Vetlanda. Som djup beundrare av P.P. Waldenström började han nu sin egentliga predikoverksamhet. 1874–1876 var han predikant i Jönköpings missionsförening och företog under dessa år resor i olika delar av Småland och Västergötland. Hans ovanliga talarförmåga samlade stora åhörarskaror och han gav upphov till flera väckelser. 1876 kallades han till predikant hos svenska missionsvännernas norra missionsförsamling i Chicago och var verksam där till 1884. Även där visade sig hans stora inflytande över åhörarna, församlingen växte och 1877 blev han församlingsföreståndare i Tabernakelförsamlingen i södra Chicago. Han försökte även ena de olika riktningarna inom missionsrörelsen, Ansgarsynoden och Evangelical Lutheran Mission Synod. Tillsammans med Andrew L. Skoog utgav han 1881 sångsamlingen Evangelii basun (del 1). 1884 flyttade han till Minneapolis, där han samma år grundade en skola, som till att börja med var både elementar- och handelsskola. Den övertogs 1891 av Missionsvännerna och Skogsbergh var till 1894 tillsammans med David Nyvall dess föreståndare. Han grundade även tidningar som Svenska Härolden (1884). En ny kyrka, Tabernaklet, uppfördes på hans initiativ 1888, och han medverkade till byggandet av ett svenskt sjukhus i Minneapolis. 1891 grundade Skogsbergh en mission bland indianerna i Mille Lacs County. Han krafter svek honom dock, och i början av 1900-talet förlorade han greppet om församlingen. 1908 kallades han till föreståndare för svenska missionsförsamlingen i Seattle, där han lät uppföra en ny kyrka. Han avgick 1913. Under ett tiotal år var han sedan verksam som fri evangelist och företog vidsträckta predikoresor i USA. Skogsbergh utgav 1925 Minnen och upplevelser under min mer än femtioåriga predikoverksamhet.

## Sånger/Psalmer
- Blodet, blodet, Jesu dyra blod (FA nr 776) text och musik 1882
- Kom igen, kom igen